# دزموند دیکینسون
دزموند دیکینسون (انگلیسی: Desmond Dickinson; ۲۵ مهٔ ۱۹۰۲ – ۱ مارس ۱۹۸۶) فیلم‌بردار، و فیلم‌نامه‌نویس اهل بریتانیا بود.

## فیلم‌شناسی
- اهمیت جدی بودن
- جنایت‌هایی به ترتیب الفبا
- هملت
- ملاقات آقای لوسیفر
- دیک تورپین